# Zeßmannsrieth

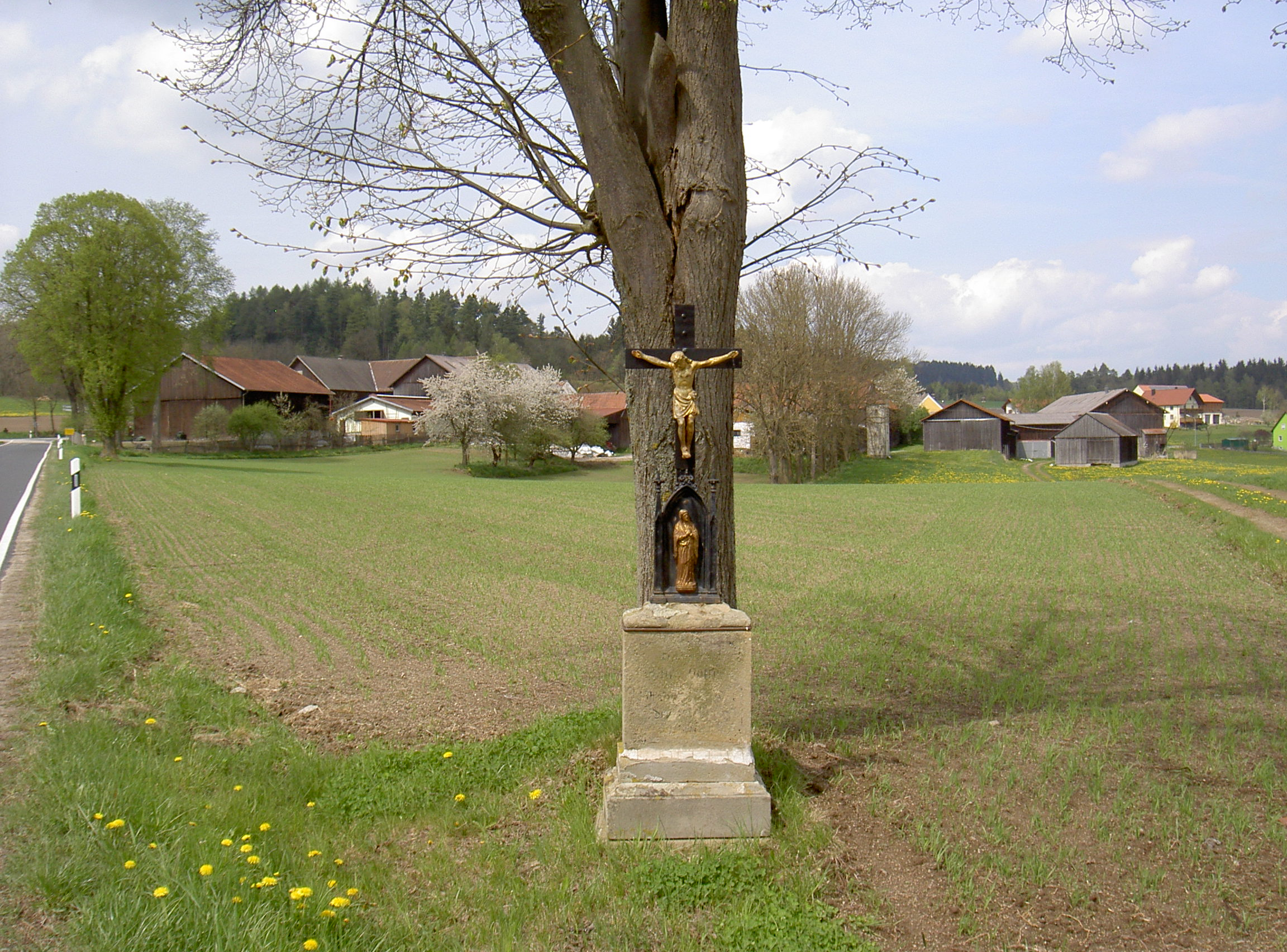
Wegkreuz Zeßmannsrieth

Zeßmannsrieth ist ein Ortsteil der Stadt Vohenstrauß im Oberpfälzer Landkreis Neustadt an der Waldnaab.

## Geographische Lage
Das Dorf befindet sich etwa 500 m westlich der Staatsstraße 2166. Es liegt ungefähr 4,5 km südwestlich von Waldthurn und 6,5 km nordwestlich von Vohenstrauß.

## Geschichte
Die Endung -rieth im Ortsnamen Zeßmannsrieth weist darauf hin, dass Zeßmannsrieth zu den deutschen Rodungssiedlungen gehört, die im 11., 12. und 13. Jahrhundert an der Luhe entstanden.
Zeßmannsrieth (auch Cesemsrevt, Zesambreut) wurde 1283 schriftlich erwähnt, als Landgraf Friedrich II. von Leuchtenberg einen Hof in Zeßmannsrieth dem Wolfhard von Edeldorf (Ettelndorf) zu Eigen überließ.
Im 14. Jahrhundert gehörte der Ort zur Herrschaft der Waldauer. Die Landgrafen Ulrich II. und Johann I. erwarben 1352 einen Hof in Zeßmannsrieth. 1366 teilten die beiden ihren Besitz. Ulrich II. erhielt die Feste Leuchtenberg und alle Besitzungen westlich der Straße von Vohenstrauß nach Weiden, Johann I. erhielt die Feste Pleystein und alle Besitzungen östlich der Straße von Vohenstrauß nach Weiden. Dabei fiel ein Hof in Zeßmannsrieth an Johann I. und die Herrschaft Pleystein. 1483 wurde Zeßmannsrieth genannt, als Ulrich von Waldau einen Teil seiner Besitzungen an seine Söhne übergab.
Mitte des 16. Jahrhunderts ging die Herrschaft der Waldauer – und damit auch Zeßmannsrieth – an die Wirsberger über. 1632 gelangte sie in den Besitz der Herren von Enkefort.
Vom Ende des 17. Jahrhunderts bis zum Beginn des 19. Jahrhunderts hatten die Freiherrn von Rumel den Lehensbesitz inne.
Im 18. Jahrhundert gehörte Zeßmannsrieth mit 11 Anwesen und einem Hirtenhaus zur Gemeinde Waldau, Landkreis Vohenstrauß. Zwei Anwesen waren waldthurn'sches Lehen und gehörten zur Grundherrschaft und zum Niedergericht Leuchtenberg. Zeßmannsrieth gehörte zur Pfarrei Vohenstrauß, Filiale Altenstadt.
Mit der Bildung der Steuerdistrikte im Jahr 1808 wurde Waldau ein Steuerdistrikt. Zu diesem gehörten die Dörfer Erpetshof, Trasgschieß, Waldau und Zeßmannsrieth und die Einöden Abdeckerei, Iltismühle, Neumühle und Zieglmühle.
1809 gehörte Zeßmannsrieth zur Herrschaft Waldau. Diese bildete 1809 ein Patrimonialgericht. Ihre Inhaber waren die Freiherrn von Lilien. Sie hatte 130 Hintersassen und umfasste einen gemischten Bezirk mit den Ortschaften Altenstadt, Arnmühle, Braunetsrieth, Erpetshof, Iltismühle, Kößlmühle, Matzlesrieth, Neumühle, Obernankau, Trasgschieß, Trauschendorf, Zeßmannsrieth, Zieglmühle und Waldau.
1821 gehörte Zeßmannsrieth zur mittelbaren patrimonialgerichtischen Ruralgemeinde Waldau. Zu dieser gehörten die Dörfer Waldau mit 59 Familien, Erpetshof mit 9 Familien und Zeßmannsrieth mit 13 Familien, der Weiler Trasgschieß mit 5 Familien, die Einöden Arnmühle mit einer Familie, Iltismühle mit 3 Familien, Neumühle mit 3 Familien und Zieglmühle mit 5 Familien.
Als am 1. Januar 1972 im Rahmen der Gemeindegebietsreform die Gemeinde Waldau in die Gemeinde Vohenstrauß eingegliedert wurde, wurde Zeßmannsrieth Ortsteil von Vohenstrauß.

### Dorfkapelle St. Barbara
Zeßmannsrieth gehört zur Pfarrei Roggenstein. Seit 1984 besitzt es eine neue, in Holz gehaltene Kapelle. Vohenstrauß hatte sich durch den Eingliederungsvertrag verpflichtet, eine neue Kapelle anstelle der alten zu errichten. Diese wurde im März 1983 abgebrochen und darauf wurde mit dem Neubau begonnen. Am  Ostermontag des nächsten Jahres, am 23. April 1984, konnten der Domkapitulat Fran z Spießl und Pfarrer Gerhard Schmidt die neue Kapelle einweihen. Sie wurde zu Ehren der Heiligen Barbara geweiht.
Im Inneren der Kapelle hängt ein großes Kruzifix mit dem Gekreuzigten und der Mutter Jesu. Daneben ist eine Statue der Kapellenpatronin. Teilweise stammen die Figuren aus der abgerissenen Kapelle. Der Dachreiter ist zugleich der Glockenturm. Auf der Glocke von 1948, ebenfalls von der alten Kapelle, befindet sich ein aufgegussenes Marienbild.

## Einwohnerentwicklung in Zeßmannsrieth ab 1838
(Quelle:)
| Jahr | Einwohner | Gebäude |
| ---- | --------- | ------- |
| 1838 | 67        | 12      |
| 1871 | 94        | 53      |
| 1885 | 82        | 12      |
| 1900 | 65        | 11      |
| 1913 | 71        | 10      |
| 1925 | 65        | 10      |

| Jahr | Einwohner | Gebäude |
| ---- | --------- | ------- |
| 1950 | 52        | 8       |
| 1961 | 49        | 8       |
| 1970 | 42        | k. A.   |
| 1987 | 43        | 13      |
| 2011 | 45        | k. A.   |